# داستان اسباب‌بازی ۵
داستان اسباب‌بازی ۵ (انگلیسی: Toy Story 5) فیلمی پویانمایی کمدی آماده اکران آمریکایی است که توسط استودیوهای انیمیشن پیکسار برای والت دیزنی پیکچرز تولید شده است. این فیلم توسط اندرو استنتون کارگردانی و نوشته شده است. این فیلم دنباله داستان اسباب‌بازی ۴ (۲۰۱۹) و پنجمین قسمت اصلی از مجموعه فیلم‌های داستان اسباب‌بازی است. تام هنکس، تیم آلن، جون کیوسک و تونی هیل به ترتیب صداپیشگی خود را در نقش‌های وودی، باز لایتیر، جسی و فورکی از چهار فیلم نخست تکرار می‌کنند و آنا فاریس، ارنی هادسون و کونان اوبراین نیز به گروه بازیگران می‌پیوندند.
آلن در فوریه ۲۰۱۹ علاقه خود را به ساخت فیلم پنجم داستان اسباب‌بازی ابراز کرد، در حالی که هنکس در مه گفت که داستان اسباب‌بازی ۴ آخرین فیلم در این مجموعه خواهد بود، اگرچه احتمال ساخت فیلم پنجم رد نشده بود. توسعه فیلم پنجم به‌طور رسمی در فوریه ۲۰۲۳ تأیید شد، با این که هنکس و آلن قرار است بازگردند. استنتون در ژوئن ۲۰۲۴ برای کارگردانی استخدام شد و دو ماه بعد تأیید شد که او در حال نوشتن فیلم‌نامه است. این اولین فیلم در مجموعه اصلی خواهد بود که بدون مشارکت جان لستر ساخته می‌شود که از وظایف کارگردانی برکنار شد و بعداً در طول توسعه داستان اسباب‌بازی ۴ پیکسار را ترک کرد.
داستان اسباب‌بازی ۵ برای اکران در ۱۹ ژوئن ۲۰۲۶ در ایالات متحده برنامه‌ریزی شده است.

## پیش‌فرض
بعد از اینکه وودی بانی را ترک کرد تا به اسباب‌بازی‌های رها شده کمک کند صاحبان جدیدی پیدا کنند، جسی مسئولیت هدایت اتاق بانی را بر عهده گرفت و باز لایتیر به عنوان معاون او فعالیت می‌کرد. اما حالا بانی هشت‌ساله عاشق اسباب‌بازی جدید مورد علاقه‌اش شده است: یک تبلت قورباغه‌شکل به نام لیلی‌پد.

## صداپیشگان
- تام هنکس در نقش وودی[۴]
- تیم آلن در نقش باز لایتیر[۵]
- جون کیوسک در نقش جسی[۶]
- ارنی هادسون در نقش کامبت کارل[۷]
- تونی هیل در نقش فورکی[۸]
- کونان اوبراین در نقش اسمارتی پنتس[۹]

علاوه بر این، آنا فاریس در نقشی نامعلوم انتخاب شده است.

## تولید

### پیش‌فرض
در فوریه ۲۰۱۹، تیم آلن، که صدای باز لایتیر را در چهار فیلم نخست فرنچایز داستان اسباب‌بازی ارائه داده بود، علاقه خود را به ساخت فیلم پنجم ابراز کرد و گفت: «وقتی به چهار رسیدی، از نقطهٔ سه‌گانه عبور کردی، بنابراین من دلیلی نمی‌بینم که چرا آنها این کار را نکنند، قطعاً. اگر از من بپرسید، می‌گویم پنج را بسازید.» در مه ۲۰۱۹، تهیه‌کننده مارک نیلسن اعلام کرد که پیکسار برای مدتی بعد از داستان اسباب‌بازی ۴ تمرکز خود را به ساخت فیلم‌های اصلی به جای دنباله‌ها بازمی‌گرداند. در ۲۲ مه ۲۰۱۹، قسمتی از برنامه شوی الن دی‌جنرس، تام هنکس، که صدای وودی را ارائه می‌دهد، اعلام کرد که فیلم چهارم آخرین فیلم در این مجموعه خواهد بود. او به الن دی‌جنرس گفت که آلن به او «دربارهٔ وداع احساسی نهایی بین شخصیت‌های وودی و باز لایتیر در داستان اسباب‌بازی ۴ هشدار داده بود.» با این حال، نیلسن امکان ساخت فیلم پنجم را رد نکرد و گفت: «هر فیلمی که می‌سازیم، آن را طوری می‌بینیم که انگار اولین و آخرین فیلمی است که می‌خواهیم بسازیم، پس خودمان را وادار می‌کنیم که آن را حفظ کنیم. وارد کارهای بزرگ نمی‌شویم. آیا فیلم دیگری خواهد بود؟ نمی‌دانم. اگر باشد، مشکل فرداست.» به دنبال انتشار فیلم چهارم، آنی پاتس، که صدای بو پیپ را ارائه می‌دهد، گفت که اگرچه او نمی‌داند که آیا فیلم دیگری ساخته خواهد شد یا نه، اما معتقد است که بسیاری از طرفداران علاقه‌مند به دیدن ادامه ماجراهای اسباب‌بازی‌ها هستند.

### توسعه
در فوریه ۲۰۲۳، در جریان تماس درآمدی سه‌ماهه اول، باب ایگر، مدیر عامل دیزنی، تأیید کرد که فیلم پنجم در حال توسعه فعال است. در ادامه همان ماه، پیت داکتر، رئیس ارشد بخش خلاقیت پیکسار و فارغ‌التحصیل این فرنچایز، اعلام کرد که فیلم «شگفت‌انگیز» خواهد بود و چیزهای جالبی در آن خواهد بود که پیش از این هرگز ندیده‌اید. در ژوئن ۲۰۲۳، داکتر تأیید کرد که وودی در این فیلم بازخواهد گشت. در سال بعد، داکتر اعلام کرد که اندرو استنتون، که فیلم‌نامه چهار فیلم نخست داستان اسباب‌بازی را نوشت، صدای امپراتور زورگ را در داستان اسباب‌بازی ۲ (۱۹۹۹) ارائه داد و به‌عنوان کارگردان مشترک زندگی یک حشره (۱۹۹۸) و کارگردان تنهای در جستجوی نمو (۲۰۰۳)، وال-ئی (۲۰۰۸) و در جستجوی دوری (۲۰۱۶) فعالیت کرد، کارگردانی داستان اسباب‌بازی ۵ را بر عهده خواهد داشت، در حالی که مکینا هریس، که کارگردانی کوتاه خداحافظ آلبرتو (۲۰۲۱) را بر عهده داشت، به‌عنوان کارگردان مشترک خدمت خواهد کرد. در رویداد دی۲۳ در اوت ۲۰۲۴، داکتر اعلام کرد که استنتون علاوه بر کارگردانی، فیلم‌نامه این فیلم را نیز خواهد نوشت.

### انتخاب بازیگران
با اعلام رسمی فیلم در فوریه ۲۰۲۳، آلن تأیید کرد که برای ارائه صدای باز لایتیر بازخواهد گشت. در سپتامبر، برادر تام هنکس، جیم هنکس، تأیید کرد که برادرش برای ارائه صدای وودی بازخواهد گشت. در ژانویه ۲۰۲۵، مشخص شد که آنا فاریس برای نقشی نامشخص انتخاب شده است. در آوریل، اعلام شد که ارنی هادسون صداپیشگی کامبت کارل را برعهده خواهد گرفت و این نقش را از کارل ودرز فقید تحویل خواهد گرفت. در مه، کونان اوبراین در نقش شخصیتی جدید به نام اسمارتی پنتس به جمع بازیگران پیوست و انتظار می‌رود جون کیوسک در نقش جسی بازگردد.

### ضبط
آلن در اواسط دسامبر ۲۰۲۴ فاش کرد که دیالوگ‌های خود را ضبط کرده است و گفت که داستان فیلم «واقعاً خوب» خواهد بود. در آوریل ۲۰۲۵، هنکس فاش کرد که ضبط دیالوگ‌هایش را آغاز کرده است.

## انتشار
داستان اسباب‌بازی ۵ برای اکران در ۱۹ ژوئن ۲۰۲۶ در ایالات متحده توسط استودیو سینمایی والت دیزنی برنامه‌ریزی شده است.

### بازاریابی
صحنه اول این فیلم در ۱۳ ژوئن ۲۰۲۵ در جشنواره بین‌المللی فیلم انیمیشن انسی به نمایش درآمد. پیت داکتر، لاگ‌لاین فیلم را اینگونه توصیف کرد: «تقابل اسباب‌بازی و فناوری.»